# 恤品路
恤品路，恤品，又作速频、率宾、苏滨、苏濒、恤频，皆同音异译。金朝时设置的路。
天会二年（1124年），由率宾府改置，治所在今俄罗斯滨海边疆区乌苏里斯克（双城子）。辖境相当今乌苏里江流域及绥芬河流域以东至大海之间地区。东夏国改作率宾。